# Нурин
Нурин (или Нарин) — в армянской дохристианской культуре богиня водной стихии и плодородия, чучело которой в народе символизирует природу, добрый дух, приносящий на землю дождь.

## История
На протяжении тысячелетий армяне возделывали землю пожиная её плоды и урожай. Поля и сады от злых сил и сглаза защищали чучела имевшие человеческий облик и представляющие охранительные добрые силы, деревья, посаженные для «наблюдения» за полями, черепа тотемных животных. Для вызова обильного дождя в засуху существовали различные способы и средства. Крестьяне изготавливали куклы — специальные чучела Нурин, которые представляли собой изображение богини водной стихии и плодородия Нурин (или Нарин). Нурин — женское божество, название которой было наиболее распространено в древности, при этом в других районах Армении могли встречаться другие названия. Культ божества воды и плодородия Нурин напрямую переплетается с культом «великой богини матери» Анаит, которая также олицетворяла плодородие Сведения о божестве, имеющие прямое отношение к плодородию в различных вариантах были записаны в Армении в XIX — XX веках.
Первое описание чучело Нурин можно обнаружить у Гарегина Срвандзтянца, согласно ему деревянный шест обматывали кусками изношенных карпетов или просто тряпками, придавая ему человеческий образ. Другой источник отмечает, что для изготовления чучела к метле приделывали деревянную поперечину, обозначавшую руки, надевали женскую одежду, фату или обматывали верхушку паласами Так например в Ахалкалаки чучело Нурин изготавливалось на деревянном шесте метлы, к верхнему краю которой прикреплялись деревянные руки, после чего чучело одевалось в женскую одежду, а на голову накладывалось покрывало. В Харберде и Ване чучело также одевалось в женские вещи, но в отличие от чучел Ахалкалаки делалось из маленьких крестообразных досок.
Во время долгой засухи, с целью вызова дождя собиралась группа, в основном, из несовершеннолетних девочек и детей, которая водила по деревне чучело Нурин. Обход деревни сопровождался песенками и диалогами. Они останавливались во дворе каждого дома и пели:
Нурин, Нурин пришла,

Шаль и рубашку надела,

Красный пояс завязала.

Дайте долю нашей Нурин,

Несите корытами муку,

Ситами воду носите.

Накормите нашу Нурин,

Будем есть, пить, устроим кейф
Хозяева дома принявшие процессию отвечают:
Да будет твоя спина крепка,

Да будет крутой молотьба,

Тёплым пусть будет дождь,

Хлеб да будет богат.

Корыта и сита будут полны.

Твой хлеб да будет богат,

Пусть не сможет срезать его коса
Помимо изображения в виде чучела женского божества Нурин, в Армении имелись и её мужские эквиваленты, называемые «Ахлоч» или «Аклатиз», которые также носили в себе идею осеменения земли и плодородия.